# Камарон-де-Техеда
Камарон-де-Техеда (исп. Camarón de Tejeda) — город и административный центр одноимённого муниципалитета в мексиканском штате Веракрус. Численность населения, по данным переписи 2010 года, составила 2 106 человек.

## История
В колониальное время здесь находилась асьенда Камарон. 30 апреля 1863 года состоялся бой при Камароне между Французским Иностранным легионом и мексиканскими войсками, принёсший легионерам славу.
Город основан в 1927 году под названием «Вилья-Техеда». Впоследствии к названию «Камарон» была добавлена фамилия губернатора штата Веракрус Сиксто Адальберты Техеды-Оливареса.

## Галерея

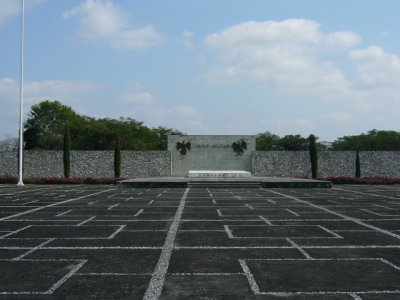
Камарон-де-Техеда
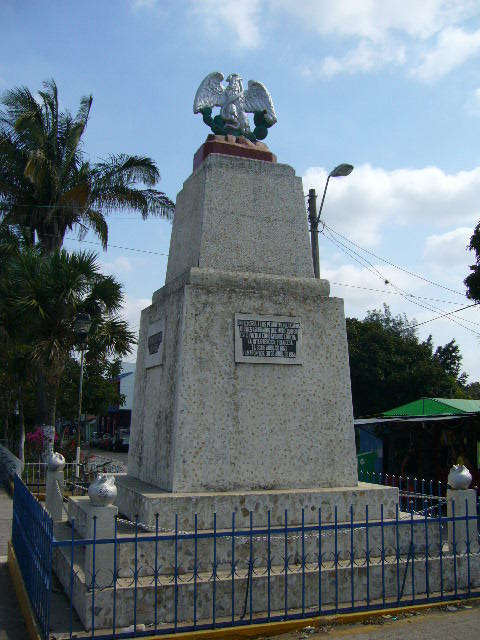
Камарон-де-Техеда